# 嘉義市政府工務處
嘉義市政府工務處（簡稱工務處），1982年成立，是嘉義市政府的直屬機關。處長及副處長之下共有6科，分別是：養護工程科、新建工程科、土木工程科、水利工程科、使用管理科及污水下水道科。主要業務有市區道路養護、違章建築拆除、路燈新設維護及遷移、道路養護及挖掘管線申請、區域排水工程、雨水下水道工程、污水下水道工程、各項工程及勞務採購發包作業、公共工程施工查核業務等事項等。

## 組織架構
嘉義市政府工務處在處長及副處長之下共設有6科。
- 處長
  - 副處長

### 內部單位

#### 養護工程科
- 市區道路養護
  - 市區道路AC路面之養護。 　
  - 道路挖掘管線挖掘申請。
  - 道路使用申請。
- 路燈之維護管理 　
  - 路燈故障之修復
  - 路燈主體損壞、傾倒及遷移之施工
  - 路燈電費之捐贈認養
  - 新設路燈、ＬＥＤ路燈維護管理。
- 道路行政 　
  - 道安會報業務之報告事項處理。
  - 道路設施緊急搶修作業。

#### 新建工程科
- 工程及勞務採購發包業務
  - 各項工程採購發包作業。 　
  - 各項工程招標決標訂約事項。　
  - 各項工程履約保證金、差額保證金及保固金辦理事項。
  - 依政府採購法報經上級機關核准事項（本府所屬二級機關及各學校除外）。
  - 工程勞務須知及契約書訂定修定事項。
  - 採購法令之轉頒。
- 協助審查、估驗、驗收業務
  - 公共建築工程預算書、圖協助審核。
  - 公共建築工程變更設計預算書、圖協助審核。
  - 公共建築工程施工協調。
  - 公共建築工程申報估驗之協助勘驗。
  - 公共建築工程申報竣工之協助驗收。
- 公共工程施工查核業務
- 全民督工業務

#### 土木工程科
- 土木行政服務業務
  - 土木包工業登記管理
  - 各項工程業務統計報表工作報告之編報
  - 道路行政業務之處理
  - 供公眾通行使用土地減免稅會勘
  - 公共設施土地完竣會勘
  - 捐贈道路用地現勘
- 土木工程業務
  - 道路橋梁及排水工程調查測量設計及施工監督
  - 各項工程興辦計劃及設計預算核定
  - 各項工程之發包作業（前置作業） 　　　
  - 各項工程統計及進度報表
  - 鄰里巷弄側溝改善
  - 都市計畫道路地上物查估、工程規劃、設計、施工
- 道路行政
  - 道安會報業務之報告事項處理
  - 道路設施緊急搶修作業

#### 水利工程科
- 水利管理
  - 區域排水管理。
  - 水權履勘及登記管理。
  - 鑿井業登記。
  - 土石採取業務。
  - 抽水站操作及維護管理。
  - 災害復建及清疏工程。
- 水利工程
  - 水利工程規劃
    - 區域排水系統規劃及綜合治理計畫執行。
    - 區域排水普查及地理資訊系統建置計畫核定。
    - 區域排水普查及地理資訊系統建置計畫執行。
    - 區域排水計畫範圍及方針原則之核定。

  - 水利工程推動
    - 區域排水工程之推動及協調。
    - 區域排水工程進度及工程品質督導。
    - 區域排水建議案件勘查、處理。
    - 區域排水建議案件經費核定。
    - 排水災害勘查。
    - 排水災害處理核定。
- 雨水下水道工程
  - 雨水下水道行政
    - 雨水下水道系統規劃檢討修訂。
    - 私人新開發社區、工業區或經主管機關指定之地區或場所設置專用下水道之申請審核。
    - 建立本市雨水下水道相關資料管理系統。
    - 雨水下水道法令之釋疑及轉發。
    - 雨水下水道單行法規頒布。
    - 違反下水道法案件之處罰。
    - 雨水下水道案件糾紛處理。
    - 雨水下水道報表及進度表編製、彙整。

  - 雨水下水道工程
    - 雨水下水道工程調查、測量及施工監督。
    - 雨水下水道工程興辦計畫及預算核定。
    - 雨水下水道工程設計。
    - 雨水下水道工程統計及進度報表。
    - 雨水下水道維護管理。
- 野溪業務
  - 野溪之勘查及提報中央改善。
  - 野溪之整治。

#### 使用管理科
- 國民住宅管理業務
  - 國民住宅管理。
  - 購置、修繕住宅貸款及租金補貼業務。
  - 國民住宅轉售核發移轉證明及塗銷戳記業務。
  - 社會住宅業務。
- 使用管理業務
  - 山坡地住宅社區安全維護辦理。
  - 公共安全聯合稽查。
  - 招牌廣告及樹立廣告業務。
  - 公寓大廈管理。
  - 建築物附設停車空間管理。
  - 建築物升降設備管理
  - 建築物公共安全檢查申報。
  - 無障礙設施。
  - 建築物耐震能力評估。
  - 公寓大廈共用設施補助業務。
  - 違章建築業務。
  - 提供公寓大廈諮詢服務，協助民眾解決公寓大廈疑難問題。

#### 污水下水道科
- - 污水下水道系統工程規劃。
  - 水資源回收中心工程設計施工督導驗收。
  - 污水下水道工程設置及經費之核定。
  - 污水下水道用地會勘。
  - 污水下水道工程用地取得。
  - 污水下水道用戶接管。
  - 污水下水道設施之維護管理。
  - 水資源回收中心維護管理計畫。
  - 污水下水道管線維護管理。
  - 專用污水下水道之申請審核。
  - 下水道用戶排水設備承裝商許可。

## 外部連結
- 嘉義市政府工務處（页面存档备份，存于）（中文）（英文）